# Moneta próbna

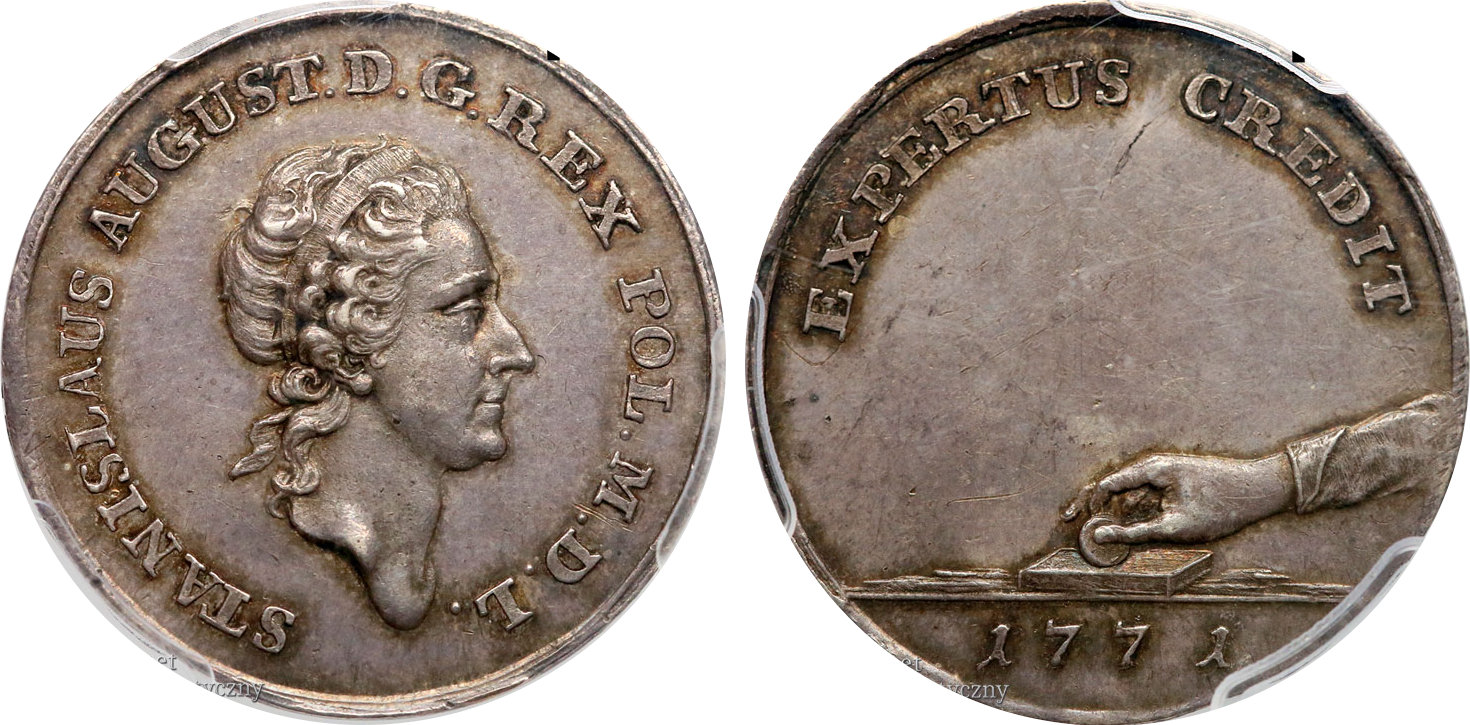
Próbne 2 złote Stanisława Augusta Poniatowskiego z 1771 r.

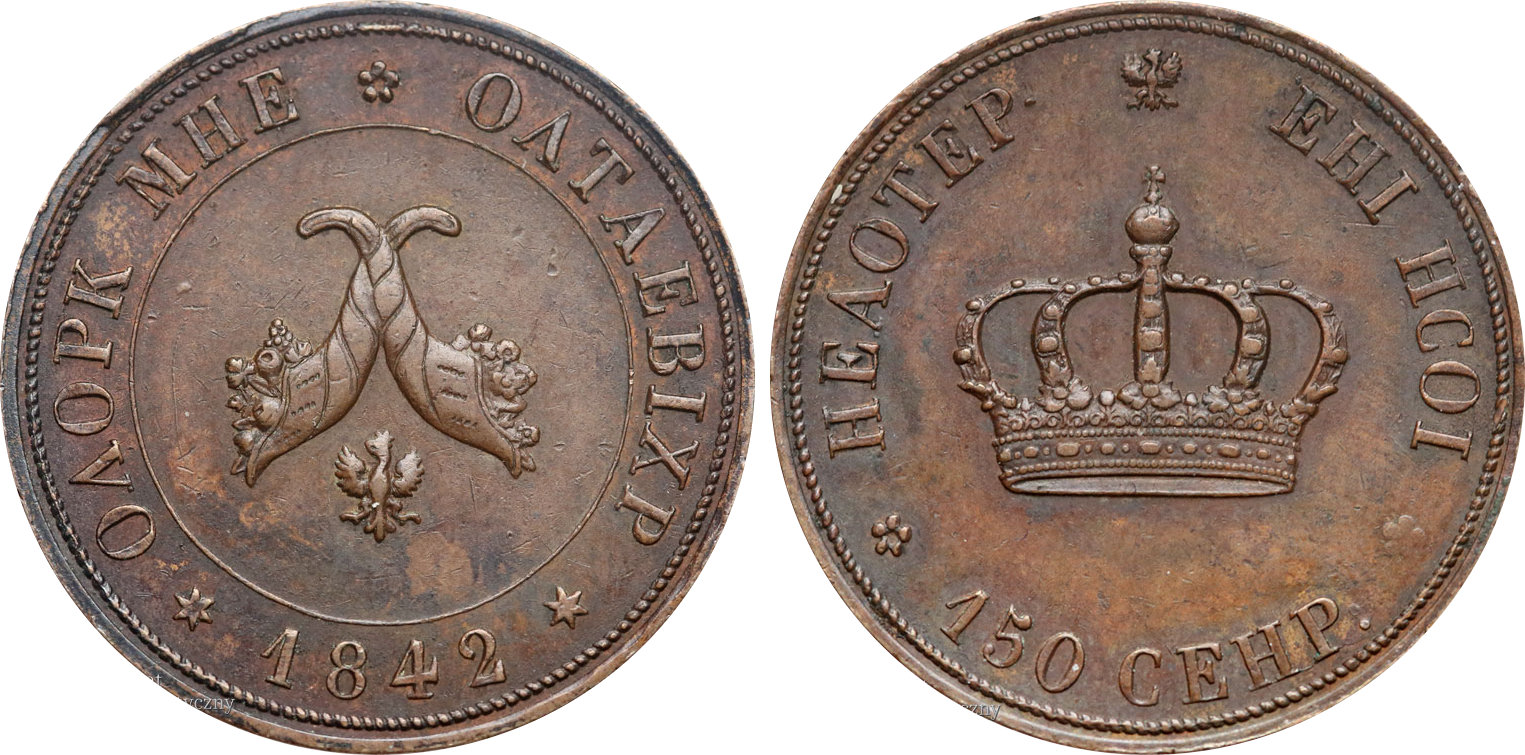
Próbna połtina warszawska z 1842 r.

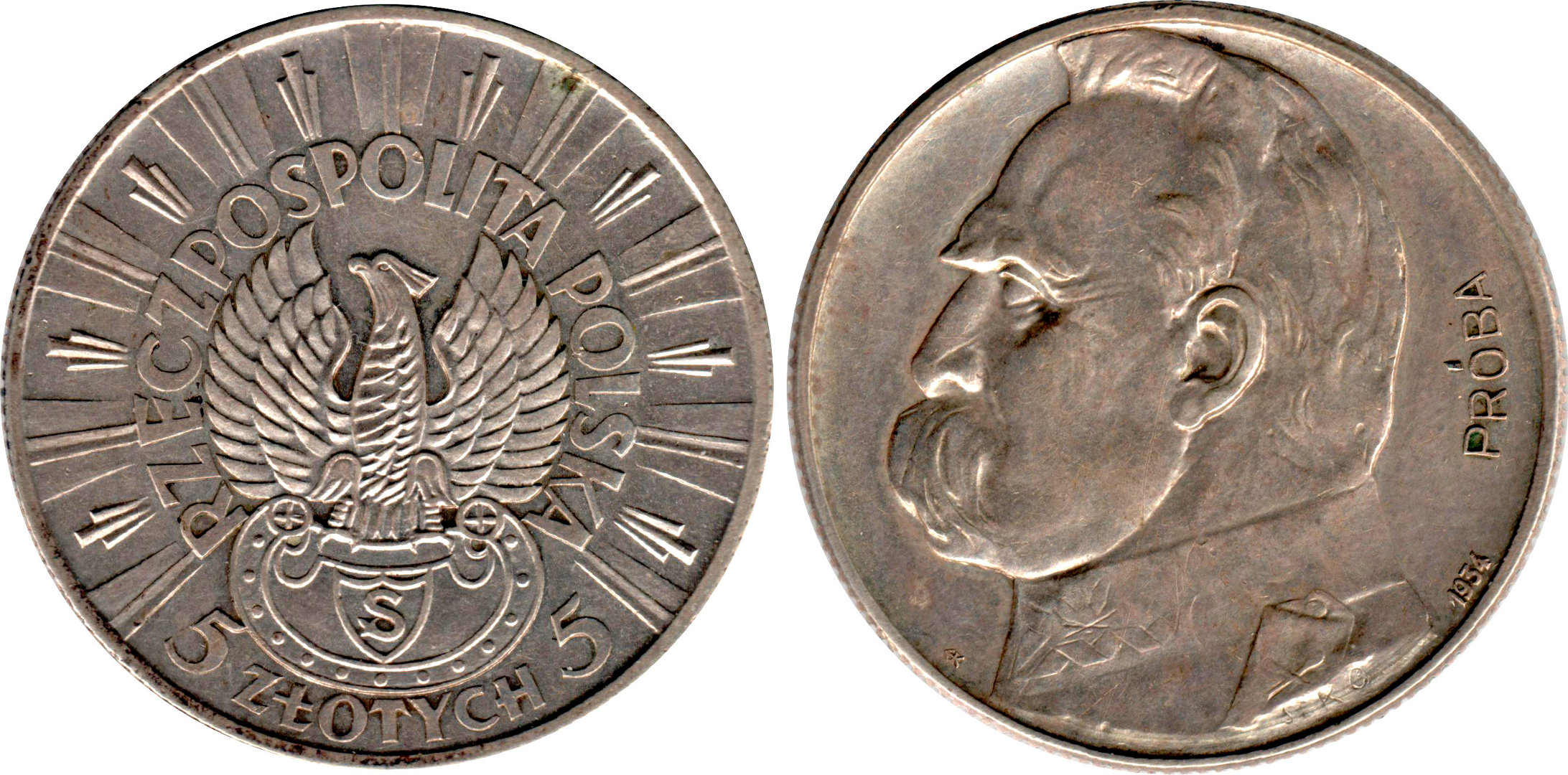
Próba z okresu II RP

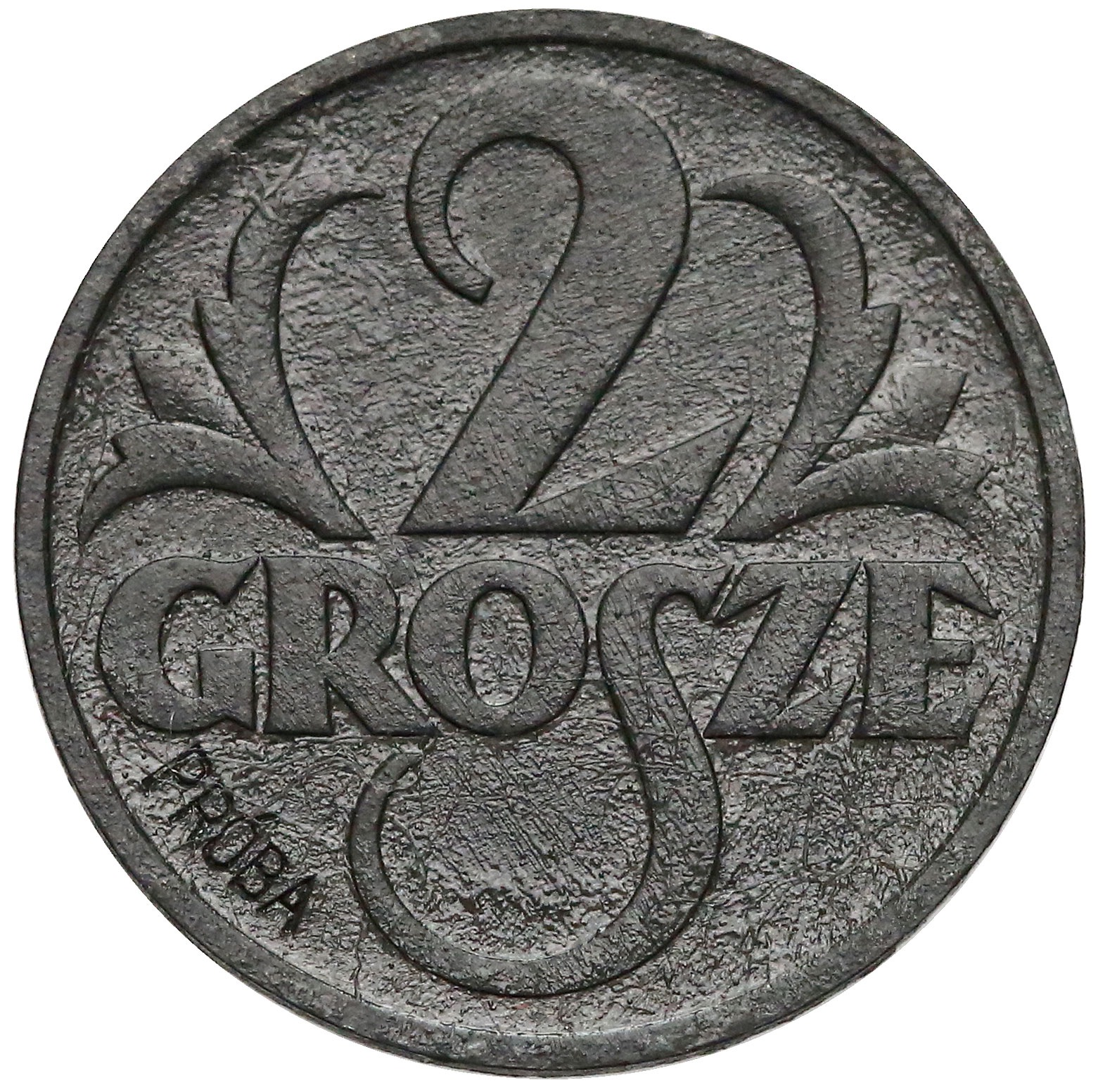
Próba z okresu GG

Moneta próbna – jeden z pięciu podstawowych typów monet w numizmatyce polskiej, obok
- obiegowej,
- okolicznościowej,
- kolekcjonerskiej i
- bulionowej,

najczęściej oznakowanych wypukłym lub wklęsłym napisem „PRÓBA”. Monety próbne należą do grupy monet nieobiegowych, których przeznaczenie jest inne niż zapewnienie obrotu pieniężnego. Co do zasady monety próbne są wybijane w niewielkim nakładzie.
W drugim dziesięcioleciu XXI w. bardzo trudno jest odnaleźć w dokumentach oficjalną definicję monet próbnych. Można się jedynie opierać na informacjach uzyskanych w bankach emisyjnych i mennicach. Wynika z nich, że monety próbne należy zakwalifikować do dwóch zasadniczych grup:
- bitych na zamówienie banku emisyjnego zgodnie ze specyfikacją wynikającą ze złożonego zamówienia. Moneta taka powinna spełniać wszelkie określone w zamówieniu założenia. Jej przeznaczeniem jest ocena wyglądu monety, jej jakości, metalu czy rantu. Powinna mieć dodatkowo umieszczony wypukły napis „PRÓBA”, umożliwiający odróżnienie jej od monet przeznaczonych do obiegu (monetarnego lub kolekcjonerskiego). W niektórych przypadkach, np. nie zatwierdzenia pierwszej lub kolejnej wersji monety próbnej, kolejne jej wersje powinny zostać wyróżnione odpowiednim oznaczeniem. Te oznaczenia nie są określone jednoznacznie i polegają na uzgodnieniach pomiędzy zamawiającym (bankiem emisyjnym) i producentem (mennicą).
- prób technologicznych – taka próbna moneta nie musi być określona w zamówieniu emitenta, jest ona wykonywana przez producenta (mennicę) w celach służących przygotowaniu produkcji. Mogą to być monety próbne różniące się metalem, grubością krążka lub rantem, których wybijanie służy przygotowaniu i opracowaniu technologicznego wykonania monety zgodnie ze specyfikacją określoną w zamówieniu emitenta. Niektórzy emitenci zastrzegają sobie obowiązek informowania przez producenta o wykonywaniu przez niego takich prób. Teoretycznie próby technologiczne, które nie są przekazywane do emitenta powinny zostać przez producenta zniszczone.

W numizmatyce polskiej w zależności od okresu numizmatycznego pojęcie moneta próbna może mieć węższe lub szersze znaczenie.
Po okresie do końca XIX wieku pozostało niewiele śladów po monetach nieobiegowych. W katalogach przy niektórych pozycjach zamieszczana jest informacja „moneta próbnego bicia”.
Po odzyskaniu niepodległości w 1918 roku przyjęło się, że wszystkie monety, których nie wprowadzono do obiegu, nazywano próbnymi. Pierwszych takich monet nie znakowano napisem „PRÓBA”. Dotyczyło to zarówno tych bitych dla oceny rysunku jak i tych, które mimo początkowego przeznaczenia nie zostały wprowadzone do obiegu.
W okresie po drugiej wojnie światowej, choć nie od razu, pojęcie monet próbnych uległo znacznemu rozszerzeniu. Obok monet próbnych związanych z procesem przygotowania emisji monetarnych, pojawiły się w latach sześćdziesiątych XX wieku monety próbne kolekcjonerskie, próbne seryjne, próbne w innych metalach, oraz próbne skasowanego stempla. Poszczególne typy można scharakteryzować następująco:
- monety próbne „emisyjne”[1] – monety bite przez mennicę dla oceny rysunku. Z reguły wykorzystywany jest ten sam metal co dla monety docelowej. Zazwyczaj bite są w niewielkich nakładach od kilku do kilkudziesięciu sztuk. Najczęściej pojawia się na nich wypukły, rzadziej wklęsły, napis „PRÓBA”. Informacja o tym typie monet nie jest podawana do publicznej wiadomości ani przez Narodowy Bank Polski, ani przez Mennicę Polską. W katalogach z końca drugiego dziesięciolecia XXI w. jeżeli monety takie się pojawiają, to są zaliczane do prób technologicznych[6].
- monety próbne technologiczne[3] – tworzone przez mennicę w trakcie przygotowywania procesu produkcji monetarnej. Co do zasady monety takie nigdy nie powinny trafiać na rynek kolekcjonerski.
- monety próbne kolekcjonerskie[7][2] – monety z napisem „PRÓBA” wydawane w nakładzie od kilku do kilkunastu tysięcy sztuk[1], przeznaczone do dystrybucji na pierwotnym rynku numizmatycznym. Niekiedy są kontynuacją serii tematycznych monet kolekcjonerskich. Z punktu widzenia prawnego monety te nigdy nie zostały wprowadzone do obiegu. Ostatnie monety próbne tego typu wybito w 1991 roku[8].
- monety próbne seryjne[9] – serie monet próbnych w mosiądzu[10][1]  i w niklu[11][1], będące de facto podgrupą monet próbnych kolekcjonerskich[12]. Seria w mosiądzu składała się z próbnych wersji trzynastu monet obiegowych, większość z wklęsłym napisem „PRÓBA”. Każdą monetę wybito w nakładzie ok. 100 sztuk. W latach 60. XX w. rozpoczęto serię monet próbnych niklowych, która w podstawowym wariancie liczyła 389 pozycji, każda w nakładzie po 500 sztuk (wg NBP). Seria monet próbnych niklowych została zakończona w roku 1994. Celem emisji tej serii było udokumentowanie polskiego dorobku menniczego. Monety próbne niklowe otrzymywały muzea, a mogli je  nabywać jedynie wybrani numizmatycy oraz pracownicy banku[13]. W katalogach z końca drugiego dziesięciolecia XXI w. monety mosiężne są klasyfikowane jako próby technologiczne, zaś niklowe – jako wydzielona podgrupa prób kolekcjonerskich[14].
- monety próbne skasowanego stempla[15] – monety próbne technologiczne będące odbitkami monet obiegowych, okolicznościowych lub kolekcjonerskich wykonanych celowo uszkodzonym stemplem po zakończeniu bicia założonego nakładu. Można mieć wątpliwości, czy informacja podawana w katalogach o tym typie monet jest kompletna. Mennica nigdy oficjalnie nie publikowała informacji na ten temat, więc w opracowaniach opisane są tylko te monety, które wypłynęły na rynek[16][17][18][19]. W katalogach z końca drugiego dziesięciolecia XXI w. jeśli takie monety się pojawiają, to są klasyfikowane jako próby technologiczne[20].
- monety próbne w innych metalach[21] – bicia monet powszechnego obiegu w innych metalach, bez napisu „PRÓBA”. Najczęściej są to przypadki związane z zamianą krążków w trakcie procesu produkcji.

W niektórych pracach z drugiego dziesięciolecia XXI w. wprowadzana jest kategoria monet próbnych zwanych anomaliami, tzn. wybitych w mennicy warszawskiej oryginalnymi stemplami bez żadnego sensownego uzasadnienia. Dotyczy to np. monet wybijanych na krążkach innej wielkości niż moneta oryginalna.